# 平衡傳輸線
平衡傳輸線（balanced line）或平衡信號對（balanced signal pair）為电信名詞，是指传输线中包括二條同類型的導線，其阻抗相同，對接地或是其他電路的阻抗也相同。平衡傳輸線的主要好處是可以送到差分放大器，阻隔外部雜訊的效果良好。常見的平衡傳輸線有用在射頻訊號的双引线，以及用在低頻信號的雙絞線。
平衡傳輸線不同於非平衡線，例如同轴电缆，其回流導線連接到接地，也有一些传输线直接用地作為回流路徑。平衡電路和非平衡電路之間會用一種稱為換衡器的變壓器互連。
驅動平衡傳輸線的電路本身也必须是平衡线，才會有平衡所帶來的好處，這可以用轉電線圈（repeating coil）耦合，或是平衡二條導線的阻抗。
若电缆中有二條線，上面的信號相反（兩條線對地大小相同，電壓正負恰好相反），常誤稱為平衡傳輸線，這其實是差分信号。
平衡傳輸線和差分信号常一起使用，但兩者並不相同。差分信号不會讓电缆變成平衡傳輸線，平衡傳輸線上的雜訊抑制也不需配合差分信号。

## 说明
在平衡线路上传输信号可以减少由于外部杂散电场造成的噪音或干扰的影响。
任何外部信号源往往只在线路上引起共模信号（common mode），而平衡的对地阻抗将杂散电场引起的差分拾取降到最低。
导体有时被绞在一起，以确保每个导体平等地暴露在任何可能诱发不必要的噪声的外部磁场中。
一些平衡线也有静电屏蔽，以减少引入的噪声量。电缆通常被包裹在铝箔、铜线或铜织网中。这样可以屏蔽射频干扰，但屏蔽磁场干扰。
一些平衡线路使用4芯星形四级电缆来提供对磁场的免疫力。
电缆的几何形状确保了磁场将对平衡电路的两个腿造成平等的干扰。
这种平衡干扰是一种共模信号，可以很容易地通过变压器或平衡差分接收器消除。
平衡线路允许差分接收器通过拒绝共模干扰来减少连接上的噪音。线路对地有相同的阻抗，所以干扰场或电流在两条线上引起的电压是相同的。由于接收器只对线路之间的差值作出反应，所以它不会受到诱导的噪声电压的影响。如果平衡线用于非平衡电路，每个导体对地的阻抗不同，在独立导体中感应的电流将导致对地的不同电压降，从而产生电压差，使线路更容易受到噪声的影响。双绞线的例子包括5类电缆。
与不平衡电路相比，平衡线路减少了每段距离的噪声量，使更长的电缆传输成为现实。这是因为电磁干扰会以同样的方式影响两个信号。当一个信号从另一个信号中减去时，两个信号之间的相似之处会在传输路径的末端自动消除。

## 平衡线和反相信号
大多数对平衡线的解释都假设使用对称（反相）信号，但需要注意不要混淆混淆反相信号和平衡线是相互独立的。
平衡线路的关键是驱动器、线路和接收器的阻抗匹配。
这些条件确保了外部噪声对差分线路的每条路径都有同样的影响，因此出现了共模信号，被接收器消除。
有一些平衡驱动电路在"路"之间有很好的共模阻抗匹配，但不提供对称信号。
对称差分信号的存在是为了防止对其他电路的干扰--电磁场被相等和相反的电流所抵消了。但它们对于拒绝其他电路的干扰如磁场是没有必要的。

## 电话
平衡线的第一个应用是用于电话线。电信系统早期发展时，在电报系统上没有什么影响的干扰对电话用户来说就很大。
最初的形式是采用两条单线不平衡的电报线，并将其作为一对使用。
然而，随着电力传输的增长，这被证明是不够的，因为电力传输倾向于使用同相的路线。
一条电话线在电力线旁边运行了许多英里，不可避免地会在其中一条腿上产生比另一条腿更多的干扰，因为其中一条会更靠近电力线。
解决这个问题的方法是，每隔几百码用一个交叉点调换两条腿的位置，从而确保两条腿都有相同的干扰感应，并允许共模抑制发挥作用。随着电话系统的发展，最好使用电缆而不是明线，以节省空间，也可以避免在恶劣天气下的不良表现。用于平衡电话电缆的电缆结构是双绞线；然而，这在中继器放大器出现之前并不普遍。对于未经放大的电话线，双绞线只能管理30公里的最大距离。另一方面，明线由于其较低的电容，已经被用于很远的距离--最长的是1893年从纽约到芝加哥的1500公里。负载线圈被用来改善电缆可达到的距离，但直到1912年开始安装放大器时，这个问题才最终被解决。
电话干线，特别是频分复用载波系统，通常是4线电路，而不是2线电路（至少在光纤普及之前是这样），需要不同种类的电缆。这种形式要求导体排列成两对，一对用于发送（去）信号，另一对用于返回信号。这种传输方式的最大干扰源通常是发送和返回电路本身的串扰。最常见的电缆格式是星形四边形，其中对角线相对的导体形成一对。这种几何形状在两对导体之间提供最大的共模抑制。另一种格式是DM（Dieselhorst-Martin）四线，它由两对扭曲的线对组成，扭曲的间距不同。

## 音频系统
传统上，动圈和电容式话筒都使用变压器来提供差分模式的信号。虽然大部分现代动圈话筒仍然使用变压器，但最近的电容式话筒更有可能使用电子驱动电路。每条路径，无论任何信号，都应该有一个相同的对地阻抗。双绞线（或双绞线的衍生物，如星形四边形）用于保持平衡阻抗，核心的紧密扭曲确保任何干扰在两个导体上是共同的。只要接收端（通常是调音台）不干扰线路平衡，能够忽略共模（噪声）信号，并能提取差分信号，那么系统就会有很好的抗诱导干扰能力。
典型的专业音源，如麦克风，有三针XLR连接器。一个是屏蔽层或底盘接地，而另外两个是信号连接。这些信号线携带同一信号的两个副本，但极性相反。它们通常被称为 "热 "和 "冷"，AES14-1992(r2004)标准[和EIA标准RS-297-A]建议，携带正向信号的针脚将被视为 "热"，这是由传感器上的正气压导致的。2号针脚被指定为 "热 "针脚，这一指定有助于在系统的其他部分保持一致的极性）。) 由于这些导体从源头到目的地的路径是相同的，所以假设任何干扰都是在这两根导体上同样引起的。接收信号的设备比较两个信号之间的差异（通常不考虑电气接地），允许设备忽略任何诱导的电气噪声。任何诱导噪声都会以相等的数量和相同的极性出现在每根平衡信号导体上，因此这两个信号之间的差异将不会改变。成功抑制所需信号的诱导噪声，部分取决于平衡信号导体接受相同数量和类型的干扰。这通常会导致用于平衡信号传输的双绞线、编织线或共同护套线的出现。

### 平衡信號傳輸標準
- RS-422
- RS-485
- 低電壓差分信號（LVDS）

## 外部連結
- Balanced Lines, Phantom Powering, Grounding, and Other Arcane Mysteries – from Mackie;

1. ↑  Young EC, The Penguin Dictionary of Electronics, 1988, ISBN 0-14-051187-3